# Unterer Giglachsee
Unterer Giglachsee är en sjö i Österrike.   Den ligger i förbundslandet Steiermark, i den centrala delen av landet, 230 km sydväst om huvudstaden Wien. Unterer Giglachsee ligger 1 922 meter över havet.
Trakten runt Unterer Giglachsee består i huvudsak av gräsmarker. Runt Unterer Giglachsee är det glesbefolkat, med 20 invånare per kvadratkilometer.